# Carlos Sainz Jr.
Carlos Sainz Vázquez de Castro (Madrid, Španjolska, 1. rujna 1994.) je španjolski vozač Formule 1 za momčad Atlassian Williams Racing, te sin dvostrukog svjetskog Reli prvaka Carlosa Sainza. Prvak je Sjevernoeuropskog Formula Renault 2.0 prvenstva 2011., te Formula Renault 3.5 prvenstva 2014. U Formuli 1 nastupa od 2015.

## Početak utrkivanja

### Karting
Sainz je utrkivanje počeo u kartingu kao sedmogodišnjak u očevom karting centru u Madridu, ali se ozbiljno njime počeo baviti tek 2005. kad je imao deset godina. Godine 2008. osvaja CIK-FIA Asia-Pacific Championship - KF3 prvenstvo, a sljedeće 2009. osvojio je Monaco Kart Cup. Iste godine osvaja i zapadnoeuropsku seriju KF3. 

### Formula BMW
Sainz je debitirao u jednosjedu 2010. u Formula BMW Europe prvenstvu za momčad EuroInternational u bolidu Mygale FB02 s BMW motorom, gdje su mu momčadski kolege bili Daniil Kvjat i Michael Lewis. Na prvoj utrci je u Barceloni je osvojio postolje, a prvu i jedinu pobjedu te sezone je osvojio na sprint utrci na Silverstoneu. S još tri postolja, osvojio je 4. mjesto u konačnom poretku vozača s 277 bodova. Iste godine nastupa u Formula BMW Pacific prvenstvu kao gostujući vozač. Iako je pobijedio na čak tri utrke, Sainz nije osvojio bodove zbog pravila da gostujući vozači ne sudjeluju u raspodjeli bodova bez obzira o plasmanu na kraju utrke.

### Formula Renault
Sainz je od 2010. do 2011. i od 2013. do 2014. nastupio u četiri različita Formula Renault prvenstva.

#### Eurocup Formula Renault 2.0
Prvu utrku u jednoj kategoriji Formule Renault, Sainz je odvozio 2010. u Eurocup Formula Renault 2.0 prvenstvu 18. rujna na stazi Silverstone za španjolsku momčad Epsilon Euskadi. Već u prvoj utrci osvaja 3. mjesto, a na drugoj utrci također na Silverstonu završava tek na 18. poziciji. Za sljedeću rundu u Barceloni prelazi u francusku momčad Tech 1 Racing. U prvoj utrci odustaje, dok u drugoj zauzima 5. mjesto. Ipak Sainz je bio gostujući vozač ove sezone, te nije mogao osvajati bodove. Iste godine odvozio je i dvije utrke u Formula Renault UK Winter prvenstvu, za finsku momčad Koiranen Bros. Motorsport. Prvu utrku na stazi Snetterton 6. studenog je završio na 6. mjestu, dok drugu utrku na istoj stazi i istog dana, nije završio.
Sljedeće 2011. nastavio je natjecanje u Eurocup Formula Renault 2.0 prvenstvu, no ovoga puta kao stalni vozač za momčad Koiranen Motorsport. Momčadski kolege su mu bili Joni Wiman, John Bryant-Meisner te opet - Daniil Kvjat. Sezona je sadržavala 14 utrka, odnosno sedam runda po dvije utrke, a započela je 16. travnja na stazi Aragón. Već na prvoj utrci u Aragónu Sainz je stigao do pobjede ispred Robina Frijnsa, a drugu utrku završava na drugom mjestu iza Willa Stevensa. Na prvoj utrci na stazi Spa-Francorchamps 30. travnja, Sainz dolazi do svoje druge pobjede u sezoni, a na drugoj utrci u Belgiji osvaja treće mjesto iza Frijnsa i pobjednika Kvjata. Na Nürburgringu obje utrke završava na drugom mjestu, a onda na sljedeće četiri utrke na Hungaroringu i Silvertoneu osvaja ukupno tek 12 bodova. Na posljednje četiri utrke na Paul Ricardu i Barceloni osvaja tri druga mjesta i jedno treće mjesto, te s osvojenih 200 bodova zauzima drugo mjesto u poretku vozača, 45 bodova iza prvaka Frijnsa.

#### Sjevernoeuropska Formula Renault 2.0
Godine 2011., odnosno kada je nastupio na posljednje tri utrke Euro Formule 3, te vozio cijelo prvenstvo Eurocup Formule Renault 2.0, Sainz je nastupao i u Sjevernoeuropskoj Formuli Renault 2.0. za finsku momčad Koiranen Motorsport. Momčadski kolega mu je bio Daniil Kvjat, a za momčad su još vozila četiri vozača, no ne cijelu sezonu. Sezona je započela na stazi Hockenheimring 9. travnja, a završila na stazi Monza 25. rujna. Sastojala se od osam rundi, s tim da su se na Hockenheimringu, Assenu, Mostu i Monzi vozile tri utrke, a na Spa-Francorchampsu, Nürburgringu, Oscherslebenu i Zandvoortu po dvije utrke.
Na prve dvije utrke na Hockenheimringu, Sainz je stigao do dva pole positiona. No na prvoj utrci osvaja treće mjesto iza drugoplasiranog Robina Frijnsa i pobjednika Kvjata, dok u drugoj utrci stiže do prve pobjede u sezoni. Druga pobjeda dolazi već na sljedećoj trećoj utrci na Hockenheimringu, iako tada nije imao najbolju startnu poziciju. Na prvoj utrci druge runde na Spa-Francorchampsu dolazi do treće pobjede, a na drugoj utrci završava na trećem mjesto. No pošto drugoplasirani na toj utrci Will Stevens nije mogao osvajati bodove kao gostujući vozač, Sainz osvaja drugo mjesto. Na sljedeće dvije utrke treće runde na Nürburgringu, ostvaruje dvije pobjede, a šestu pobjedu u sezonu ostvaruje na prvoj utrci četvrte runde u Assenu. Na sljedeće dvije utrke na istoj stazi osvaja osmo i drugo mjesto. Sainz je u tom trenutku sa šest pobjeda bio vodeći vozač prvenstva ispred Kvjata s dvije pobjede i još tri postolja, te Frijnsa s jedno pobjedom i još sedam postolja.
Sainz je zadržao odličnu formu i na sljedeće dvije runde na Oscherslebenu i Zandvoortu. U četiri utrke pobijedio je tri puta, osvojio jedno treće mjesto te dodatno povećao prednost ispred Kvjata. Frijns je vozio na Zadvoortu, ali ne na Oscherslebenu, kao i na posljednjih šest utrka na stazama Most i Monza, tako da je momčadski kolega Kvjat ostao jedini konkurent Sainzu za naslov. Iako je Kvjat pobijedio na čak pet od šest posljednjih utrka, nije uspio ugroziti Sainza. Španjolac je s tri druga mjesta i jednom pobjedom na drugoj utrci sedme runde na Mostu, stigao do naslova prvaka s ukupno deset pobjeda i 489 osvojenih bodova, odnosno 48 bodova više od Kvjata.

### Formula 3
Sainz je od 2010. do 2012. vozio četiri različita prvenstva Formule 3.

#### Europska Formula 3 Open
Godine 2010. odvozio je četiri utrke u Europskoj Formula 3 Open prvenstvu za momčad De Villota Motorsport. Iako je osvojio jedno postolje, također ni ovdje nije mogao osvajati bodove kao gostujući vozač.

#### Britanska Formula 3
U Britanskoj Formuli 3 je nastupao 2012. za momčad Carlin u bolidu Dallara F312 s Volkswagenovim motorom. Sezona je počela 7. travnja na stazi Outlon Park, a završila 30. rujna na stazi Donington Park. Prvenstvo je sadržavalo 29 utrka. Vozilo na deset različitih staza, s po tri utrke na svakoj stazi osim na stazi Pau gdje su se vozile dvije utrke. Već na prvoj utrci prve runde na Outlon Parku, Sainz je stigao do prvog postolja iza pobjednika Jacka Harveya i drugoplasiranog Jazemana Jaafara. Na prvoj utrci druge runde na Monzi, Sainz stiže do prve pobjede u prvenstvu. Na trećoj utrci na istoj stazi, ostvaruje svoj prvi i jedini pole position te sezone, a na kraju dolazi i do druge pobjede. Na drugoj utrci treće runde na stazi Pau, Sainz dolazi do treće pobjede. Sainz je tu utrku završio na drugom mjestu, no pošto je pobjednik Raffaele Marciello bio gostujući vozač, te nije mogao osvajati bodove, Sainz je proglašen pobjednikom. Na sljedeće tri runde na Rockinghamu, Brands Hatchu i Norisringu, Sainz osvaja tek jedno postolje na trećoj utrci četvrte runde na Rockinghamu. Na prvoj utrci sedme runde na Spa-Francorchampsu, Sainz osvaja drugo mjesto. Sainz je utrku završio na trećem mjestu, no još jednom vozač ispred njega, ovoga puta drugoplasirani Daniel Juncadella nije mogao osvajati bodove kao gostujući vozač. Druga utrka na Spa-Francorchampsu je bila otkazana zbog velike kiše, dok je na trećoj utrci Sainz stigao do svoje četvrte pobjede u sezoni. Posljednju petu pobjedu, Sainz ostvaruje na trećoj utrci osme runde na stazi Snetterton. Na prvoj utrci devete runde na Silverstoneu, Sainz dolazi do posljednjeg postolja, a na posljednje tri utrke završne desete runde na Donington Parku, Sainz nije nastupao.

#### Euro Formula 3
Sainz se 2011. priključio Euro Formula 3 prvenstvu kao gostujući vozač na posljednje tri utrke završne devete runde na Hockenheimringu. Vozio je za francusku momčad Signature kao peti vozač u Dallarinom F309/001 bolidu s Volkswagenovim motorom. Iako je osvojio peto mjesto na posljednjoj trećoj utrci na Hockenheimringu, nije mogao osvojiti bodove kao gostujući vozač.
Sljedeće 2012. je odvozio punu sezonu za britansku momčad Carlin u Dallarinom F312/004 bolidu s Volkswagenovim motorom. Momčadski kolega mu je bio William Buller, s tim da je za Carlin kroz sezonu nastupalo još pet gostujućih vozača. Sezona je sadržavala 24 utrke, po tri utrke na osam rundi. Počela je na stazi Hockenheimring 28. travnja, a na istoj stazi je i završila 21. listopada. Sainz je odlično počeo sezonu s dva pole positiona na prvoj i trećoj utrci na Hockenheimringu. No na obje utrke nije uspio pobijediti, već je osvojio dva druga mjesta. Nastavak sezone nije bio previše uspješan za Sainza. Dva postolja na Hockenheimringu su bila jedina u sezoni. Osvojio je još dva 4. mjesta na prvoj i trećoj utrci druge runde na Brands Hatchu, te još tri 5. mjesta. S ukupno 112 bodova osvojio je deveto mjesto u ukupnom poretku. S druge strane Buller je uspio pobijediti na dvije utrke, te je osvojio peto mjesto u ukupnom poretku.

#### Europska Formula 3
Iste godine kada je vozio Euro Formulu 3 2012., Sainz je nastupao i u Europskoj Formuli 3, s identičnom momčadi, bolidom i momčadskim kolegom - momčad Carlin, Dallarin F312/004 bolid s Volkswagenovim motorom i William Buller kao momčadski kolega. Sezona je sadržavala deset rundi po dvije utrke. Započela je na Hockenheimringu 28. travnja, a na istoj stazi je i završila 21. listopada. Sainz je dobro započeo sezonu, s dva pole positiona na Hockenheimringu, no nije uspio pobijediti. Osvojio je dva druga mjesta, oba puta iza svog sunarodnjaka Daniela Juncadelle. Slijedile su dvije utrke na stazi Pau, u kojoj Sainz dolazi do šestog mjesta i još jednog drugog mjesta, ovoga puta iza pobjednika Raffaelea Marciella. Na sljedeće tri runde, odnosno šest utrka na stazama Brands Hatch, Red Bull Ring i Norisring, Sainz osvaja tek dva četvrta mjesta i jedno peto mjesto. Na prvoj utrci šeste runde na Spa-Francorchampsu osvaja treće mjesto, a na drugoj utrci na istoj stazi dolazi do prve i jedine pobjede u sezoni ispred Toma Blomqvista. Na preostale četiri runde više nije osvajao postolja, a najbolji rezultat je postigao na drugoj utrci na Zandvoortu kada je osvojio peto mjesto. Sa 161 bodom osvaja peto mjesto u ukupnom poretku vozača.

### GP3
Godine 2013. nastupa za momčad MW Arden u Grand Prix 3 prvenstvu. Momčadski kolege su mu Robert Vișoiu te stari znanac Daniil Kvjat. Prvo postolje osvaja na sprint utrci u Valenciji, a drugo i posljednje na sprint utrci na Hungaroringu. Na sprint utrci u Barceloni i glavnoj utrci na Yas Marini biva diskvalificiran, te s osvojenih 66 bodova zauzima tek 10. mjesto u konačnom poretku vozača.

## Formula Renault 3.5
2013.
S obzirom na to da je 2013. nastupao u GP3 prvenstvu, Sainz nije odvozio cijelu svoju prvu sezonu u Formuli Renault 3.5, već je nastupao tek povremeno. Prvu utrku odvozio je 26. svibnja u Monacu za talijansku momčad Zeta Corse, a u utrci je zauzeo šesto mjesto, što se kasnije pokazalo kao njegov najbolji rezultat u sezoni. Sljedeće dvije utrke na Spa-Francorchampsu nije uspio završiti, a na sljedeće četiri utrke na stazama Moscow i Red Bull Ring nije nastupao. Vratio se 14. rujna na sedmoj rundi prvenstva na stazi Hungaroring. Prvu utrku je završio na sedmom mjestu, a drugu na posljednjem 22. mjestu. Nakon toga upisao je dva odustajanja na stazi Pau, a s još jednim odustajanjem i jednim šesti mjestom na posljednjoj rundi u Barceloni, sezonu je zaključio s 22 osvojena boda i 19. mjestom u ukupnom poretku vozača.
2014.
Sljedeće 2014. Sainz je vozio cijelu sezonu u Formuli Renault 3.5 za momčad DAMS, a momčadski kolega mu je bio Norman Nato. Sezona je sadržavala devet rundi, odnosno 17 utrka. Na svakoj rundi su vožene dvije utrke, osim u Monacu gdje je vožena jedna. Sainz je već na prvoj utrci prve runde na Monzi, koja se vozila 12. travnja, osvojio prvi pole position u sezoni. No tek što su vozači završili formacijski krug i poredali se na grid kako bi započeli utrku, Sainz je u svom bolid počeo mahati rukama kao znak da ima problema s bolidom. Start je odgođen, a Sainz odguran u DAMS-ov boks. Na utrci koju je obilježio veliki sudar Jazemana Jaafara i Marca Sørensena, na kraju je slavio Will Stevens. Sainz je vozio utrku, ali s bolidom u problemima nije mogao bolje od 18. mjesta. Sljedeći dan u drugoj utrci na istoj stazi, Sainz je ostvario svoj drugi pole position. Ovoga puta je bez problema startao, te odmah na početku pobjegao ostalima. Na kraju je došao do svoje prve pobjede u sezoni s 10,835 sekundi prednosti ispred Marlona Stöckingera. S dvije odvezene utrke na Monzi, Sainz je s 25 osvojenih bodova dijelio prvo mjestu u ukupnom poretku sa Stevensom i Pierrom Gaslyjem.
Sljedeća runda vozila se 26. i 27. travnja na stazi Aragón. Na prvoj utrci, Sainz je ostvario treći uzastopni pole position. Na startu utrke je došao pod pritisak Nikolaja Marcenka, no kako je utrka odmicala Sainz je pobjegao Rusu te pobjedio ispred njega s 14,335 sekundi prednosti.  Drugu utrku na istoj stazi, Sainz je startao s petog mjesta, te cijelu utrku vodio troboj sa Stevensom i Gaslyjem za drugu poziciju, dok je ispred njih Oliver Rowland pobjegao u vodstvo. Na kraju je Sainz završio na četvrtom mjestu, te nakon četiri utrke preuzeo vodstvo u ukupnom poretku s 13 bodova više od drugoplasiranog Rowlanda.
U Monaku koja je 25. svibnja bila treća runda prvenstva, vozila se samo jedna utrka. Sainz je startao s četvrtog mjesta, a u prvom zavoju je izgubio mjesto od Olivera Rowlanda, te pao na petu poziciju. No u istom krug je opet pretekao Britanca te zauzeo četvrto mjesto. Nakon toga je stigao do Jazemana Jaafara no nije ga uspio preteći. U utrci koji je pobijedio Sainzov momčadski kolega Norman Nato, Sainz je osvojio četvrto mjesto, te je povećao svoju prednost ispred Rowlanda na 15 bodova u ukupnom poretku.
Na prvoj utrci četvrte runde na Spa-Francorchampsu 31. svibnja, Sainz je stigao do svog četvrtog pole positiona u sezoni. U utrci koju je obilježio veliki sudar u prvom krugu u osmom zavoju Les Combes, Sainz je bez problema vodio cijelu utrku te stigao do svoje treće pobjede s 17,030 sekundi prednosti ispred Pierra Gaslyja. Sutradan na drugoj utrci u Belgiji, Sainz je opet startao s najbolje startne pozicije. Ovoga puta je malo lošije startao, te došao pod napad drugoplasiranog Rowlanda u prvom zavoju, no uspio se obraniti. Rowland se nije predavao, no kada su oba vozača ušla u boks po promjenu guma, Rowland je upao u probleme, te je izgubio još jedno mjesto od Willa Stevensa, koji je na kraju zaostao za pobjednikom Sainzom 12,330 sekundi. S dvije pobjede u Belgiji, Sainz je povećao svoju prednost na 43 boda ispred drugoplasiranog Gaslyja.

## Formula 1
Red Bull ga je 2010. pozvao u svoju juniorsku momčad, a bolid Formule 1 je prvi put vozio 18. srpnja 2013. na testiranju na Silverstoneu, gdje je vozio Toro Rosso STR8, a dan kasnije i Red Bull RB9. Godine 2015. debitirao je u Formuli 1 za Toro Rosso.

### Toro Rosso (2015. – 2017.)

#### 2015.
U prvoj sezoni u Toro Rossu, momčadski kolega bio mu je Nizozemac Max Verstappen. Sainz je već na prvoj utrci u Melbourneu na Velikoj nagradi Australije osvojio prve bodove. Ukupno je osvajao bodove na sedam utrka, a najbolji plasman te sezone bilo mu je 7. mjesto na Velikoj nagrad SAD-a. Sainz je sezonu završio na 15. mjestu s 18 bodova, a boljeg plasmana stajali su ga kvarovi na bolidu zbog kojih je odustao sedam puta kroz sezonu.

## Rezultati
| Sezona                               | Prvenstvo                   | Momčad                                    | Šasija                          | Motor                                       | Utrke | Pobjede | Podiji | Bodovi | Plasman |
| ------------------------------------ | --------------------------- | ----------------------------------------- | ------------------------------- | ------------------------------------------- | ----- | ------- | ------ | ------ | ------- |
| 2010.                                | Europska Formula BMW        | EuroInternational                         | Mygale FB02                     | BMW                                         | 16    | 1       | 5      | 227    | 4.      |
| 2010.                                | Pacifička Formula BMW       | EuroInternational                         | Mygale FB02                     | BMW                                         | 9     | 3       | 5      | 0*     | –       |
| 2010.                                | Eurocup Formula Renault 2.0 | Epsilon Euskadi Tech 1 Racing             | Barazi-Epsilon FR2.0-10         | Renault                                     | 4     | 0       | 1      | 0*     | –       |
| 2010.                                | Europska Formula 3 Open     | De Villota Motorsport                     | Dallara F308                    | Toyota                                      | 4     | 0       | 1      | 0*     | –       |
| 2010.                                | Britanska Formula Renault   | Koiranen Bros. Motorsport                 | Tatuus FR2.0-10                 | Renault                                     | 2     | 0       | 0      | 18     | 18.     |
| 2011.                                |                             |                                           |                                 |                                             |       |         |        |        |         |
| Eurocup Formula Renault 2.0          | Koiranen Motorsport         | Barazi-Epsilon FR2.0-10                   | Renault                         | 14                                          | 2     | 10      | 220    | 2.     |         |
| Sjevernoeuropska Formula Renault 2.0 | Koiranen Bros.              | Barazi-Epsilon FR2.0-10                   | Renault                         | 20                                          | 10    | 17      | 489    | 1.     |         |
| Euro Formula 3                       | Signautre                   | Dallara F309/001                          | Volkswagen                      | 3                                           | 0     | 0       | 0*     | –      |         |
| 2012.                                | Britanska Formula 3         | Carlin                                    | Dallara F312                    | Volkswagen                                  | 26    | 5       | 9      | 224    | 6.      |
| 2012.                                | Euro Formula 3              | Carlin                                    | Dallara F312/004                | Volkswagen                                  | 24    | 0       | 2      | 112    | 9.      |
| 2012.                                | Europska Formula 3          | Carlin                                    | Dallara F312/004                | Volkswagen                                  | 20    | 1       | 5      | 161    | 5.      |
| 2013.                                | GP3                         | MW Arden                                  | Dallara GP3/13                  | AER                                         | 16    | 0       | 2      | 66     | 10.     |
| 2013.                                | Formula Renault 3.5         | Zeta Corse                                | Dallara FR35-12                 | Zytek                                       | 9     | 0       | 0      | 22     | 19.     |
| 2014.                                |                             |                                           |                                 |                                             |       |         |        |        |         |
| Formula Renault 3.5                  | DAMS                        | Dallara FR35-12                           | Zytek                           | 17                                          | 7     | 7       | 227    | 1.     |         |
| 2015.                                | Formula 1                   | Scuderia Toro Rosso                       | Toro Rosso STR10                | Renault 1.6 V6 t                            | 19    | 0       | 0      | 18     | 15.     |
| 2016.                                | Formula 1                   | Scuderia Toro Rosso                       | Toro Rosso STR11                | Ferrari 060 1.6 V6 t                        | 21    | 0       | 0      | 46     | 12.     |
| 2017.                                | Formula 1                   | Scuderia Toro Rosso Renault Sport F1 Team | Toro Rosso STR12 Renault R.S.17 | Toro Rosso 1.6 V6 t Renault R.E.17 1.6 V6 t | 20    | 0       | 0      | 54     | 9.      |
| 2018.                                | Formula 1                   | Renault Sport F1 Team                     | Renault R.S.18                  | Renault R.E.18 1.6 V6 t                     | 21    | 0       | 0      | 53     | 10.     |
| 2019.                                | Formula 1                   | McLaren F1 Team                           | McLaren MCL34                   | Renault E-Tech 19 1.6 V6 t                  | 21    | 0       | 1      | 96     | 6.      |
| 2020.                                | Formula 1                   | McLaren F1 Team                           | McLaren MCL35                   | Renault E-Tech 20 1.6 V6 t                  | 16    | 0       | 1      | 97     | 7.      |
| 2021.                                | Formula 1                   | Scuderia Ferrari Mission Winnow           | Ferrari SF21                    | Ferrari 065/6 1.6 V6 t                      | 22    | 0       | 4      | 164.5  | 5.      |
| 2022.                                | Formula 1                   | Scuderia Ferrari                          | Ferrari F1-75                   | Ferrari 066/7 1.6 V6 t                      | 22    | 1       | 9      | 246    | 5.      |

- Sainz je bio gostujući vozač i nije mogao osvajati bodove.

### Popis rezultata u Europskoj Formuli BMW
| Sezona | Momčad            | 1.     | 2.     | 3.     | 4.     | 5.     | 6.      | 7.     | 8.     | 9.      | 10.    | 11.    | 12.    | 13.      | 14.      | 15.    | 16.    | Bodovi | Poredak |
| ------ | ----------------- | ------ | ------ | ------ | ------ | ------ | ------- | ------ | ------ | ------- | ------ | ------ | ------ | -------- | -------- | ------ | ------ | ------ | ------- |
| 2010.  | EuroInternational | BAR 3. | BAR 6. | ZAN 5. | ZAN 2. | VAL 7. | VAL 10. | SIL 3. | SIL 1. | HOC 11. | HOC 6. | HUN 4. | HUN 3. | SPA Odu. | SPA Odu. | MNZ 8. | MNZ 6. | 227    | 4.      |

### Popis rezultata u Pacifičkoj Formuli BMW
| Sezona | Momčad            | 1.     | 2.     | 3.       | 4.     | 5.     | 6.     | 7.  | 8.  | 9.  | 10. | 11.    | 12.    | 13. | 14. | 15.    | Bodovi | Poredak |
| ------ | ----------------- | ------ | ------ | -------- | ------ | ------ | ------ | --- | --- | --- | --- | ------ | ------ | --- | --- | ------ | ------ | ------- |
| 2010.  | EuroInternational | SEP 2. | SEP 4. | SEP Odu. | SEP 1. | SEP 7. | SEP 1. | GUA | GUA | GUA | GUA | SIN 6. | SIN 2. | OKA | OKA | MAC 1. | 0      | –       |

### Popis rezultata uEuropskoj Formuli 3 Open
| Sezona | Momčad                | 1.  | 2.  | 3.  | 4.  | 5.  | 6.  | 7.  | 8.  | 9.  | 10. | 11. | 12. | 13.    | 14.     | 15.    | 16.     | Bodovi | Poredak |
| ------ | --------------------- | --- | --- | --- | --- | --- | --- | --- | --- | --- | --- | --- | --- | ------ | ------- | ------ | ------- | ------ | ------- |
| 2010.  | De Villota Motorsport | VAL | VAL | JAR | JAR | SPA | SPA | MGC | MGC | BHT | BHT | MNZ | MNZ | JER 5. | JER 12. | BAR 3. | BAR 13. | 0      | –       |

### Popis rezultata u zimskom prvenstvu Britanske Formule Renault
| Sezona | Momčad                    | 1.     | 2.       | 3.  | 4.  | 5.  | 6.  | Bodovi | Poredak |
| ------ | ------------------------- | ------ | -------- | --- | --- | --- | --- | ------ | ------- |
| 2010.  | Koiranen Bros. Motorsport | SNE 6. | SNE Odu. | PEM | PEM | PEM | PEM | 18     | 18.     |

### Popis rezultata u Eurocup Formuli Renault 2.0
| Sezona | Momčad              | 1.     | 2.     | 3.     | 4.     | 5.     | 6.     | 7.     | 8.      | 9.      | 10.    | 11.    | 12.    | 13.    | 14.     | 15.      | 16.    | Bodovi | Poredak |
| ------ | ------------------- | ------ | ------ | ------ | ------ | ------ | ------ | ------ | ------- | ------- | ------ | ------ | ------ | ------ | ------- | -------- | ------ | ------ | ------- |
| 2010.  | Epsilon Euskadi     | ARG    | ARG    | SPA    | SPA    | BRN    | BRN    | MGC    | MGC     | HUN     | HUN    | HOC    | HOC    | SIL 3. | SIL 18. |          |        | 0      | –       |
| 2010.  | Tech 1 Racing       | ARG    | ARG    | SPA    | SPA    | BRN    | BRN    | MGC    | MGC     | HUN     | HUN    | HOC    | HOC    |        |         | BAR Odu. | BAR 5. | 0      | –       |
| 2011.  | Koiranen Motorsport | ARG 1. | ARG 2. | SPA 1. | SPA 3. | NUR 2. | NUR 2. | HUN 8. | HUN 14. | SIL 27. | SIL 6. | PRD 3. | PRD 2. | BAR 2. | BAR 2.  |          |        | 200    | 2.      |

### Popis rezultata u Sjevernoeuropskoj Formuli Renault 2.0
| Sezona | Momčad              | 1.     | 2.     | 3.     | 4.     | 5.     | 6.     | 7.     | 8.     | 9.     | 10.    | 11.    | 12.    | 13.    | 14.    | 15.    | 16.    | 17.    | 18.     | 19.    | 20.    | Bodovi | Poredak |
| ------ | ------------------- | ------ | ------ | ------ | ------ | ------ | ------ | ------ | ------ | ------ | ------ | ------ | ------ | ------ | ------ | ------ | ------ | ------ | ------- | ------ | ------ | ------ | ------- |
| 2011.  | Koiranen Motorsport | HOC 3. | HOC 1. | HOC 1. | SPA 1. | SPA 3. | NÜR 1. | NÜR 1. | ASN 1. | ASN 8. | ASN 2. | OSC 3. | OSC 1. | ZAN 1. | ZAN 1. | MST 2. | MST 1. | MST 2. | MNZ 18. | MNZ 2. | MNZ 8. | 489    | 1.      |

### Popis rezultata uEuro Formuli 3
| Sezona | Momčad    | 1.     | 2.     | 3.     | 4.     | 5.     | 6.     | 7.       | 8.     | 9.     | 10.      | 11.      | 12.     | 13.    | 14.     | 15.     | 16.     | 17.    | 18.    | 19.      | 20.     | 21.    | 22.      | 23.     | 24.     | 25.      | 26.      | 27.    | Bodovi | Poredak |
| ------ | --------- | ------ | ------ | ------ | ------ | ------ | ------ | -------- | ------ | ------ | -------- | -------- | ------- | ------ | ------- | ------- | ------- | ------ | ------ | -------- | ------- | ------ | -------- | ------- | ------- | -------- | -------- | ------ | ------ | ------- |
| 2011.  | Signature | PRD    | PRD    | PRD    | HOC    | HOC    | HOC    | ZAN      | ZAN    | ZAN    | RBR      | RBR      | RBR     | NOR    | NOR     | NOR     | NÜR     | NÜR    | NÜR    | SIL      | SIL     | SIL    | VAL      | VAL     | VAL     | HOC Odu. | HOC Odu. | HOC 5. | 0      | –       |
| 2012.  | Carlin    | HOC 2. | HOC 5. | HOC 2. | BHT 4. | BHT 6. | BHT 4. | RBR 16.* | RBR 7. | RBR 5. | NOR Odu. | NOR 25.* | NOR 19. | NÜR 7. | NÜR 15. | NÜR 10. | ZAN 11. | ZAN 9. | ZAN 5. | VAL Odu. | VAL 10. | VAL 6. | HOC Odu. | HOC 13. | HOC 11. |          |          |        | 112    | 9.      |

## Vanjske poveznice
- Carlos Sainz Jr.  Arhivirana inačica izvorne stranice od 6. lipnja 2017. (Wayback Machine) - Official website
- Carlos Sainz Jr. - Driver Database
- Carlos Sainz Jr. - F1 Fansite